# 放馬灘秦簡
放馬灘秦簡（ほうばたんしんかん）は、中国の甘粛省天水市北道区党川郷で出土した戦国時代末期の秦国の簡牘である。

## 概要
1986年、甘粛省文物考古研究所が13基の秦墓と1基の漢墓に対して発掘をおこない、1号墓より戦国時代の秦の木版地図と竹簡が出土した。竹簡は460枚で、甲乙2種類の「日書」と「志怪故事」から成っている。
甲種「日書」は、「月建」表・「建除」書・亡盗・吉凶・禹須臾・人日・生子・禁忌の8章から成っている。
乙種「日書」は、月建・建除書・置室門・門忌・方位吉時・地支時辰吉凶・吏聴・亡盗・昼夜長短・臽日長短・五行相生及三合局・行・衣良日・牝牡月日・人日・四廃日・行忌・五音日・死忌・作事・六甲孤虚・生子・衣忌・井忌・畜忌・卜忌・六十甲子・占候・五種忌・禹歩・正月占風・星度・「占卦」・納音五行・律書・五音占・音律貞卜・雑忌・問病・その他から成っている。
「志怪故事」は、丹と呼ばれる人物の死後の復活の物語を描いている。